# Sara Carrigan
Sara Carrigan (* 7. September 1980 in Gunnedah, Australien) ist eine ehemalige australische Radrennfahrerin und heutige Radsporttrainerin und -funktionärin.

## Sportliche Laufbahn
Im Alter von 15 Jahren begann Sara Carrigan mit dem Leistungsradsport; 1997 gehörte sie bei den Ozeanischen Radsportmeisterschaften erstmals zum australischen Nationalteam. Im Jahr darauf hatte sie ihren ersten internationalen Erfolg, als sie bei den Straßenweltmeisterschaften im Straßenrennen der Juniorinnen Rang vier belegte. 2001 wurde sie Dritte in der Gesamtwertung der Trophée d’Or Féminin und Zweite beim Chrono Champenois – Trophée Européen.
Bei den UCI-Straßen-Weltmeisterschaften 2002 im belgischen Zolder belegte Carrigan Platz vier im Straßen. Zwei Jahre später, bei den Olympischen Spielen 2004 in Athen, gelang ihr der größte Erfolg ihrer sportlichen Laufbahn, als sie die Goldmedaille im Straßenrennen vor der Deutschen Judith Arndt gewann. 2006 wurde sie bei den Commonwealth Games Dritte im Einzelzeitfahren. 2008 belegte sie bei den Olympischen Spielen in Peking Platz 38 im Straßenrennen. Anschließend beendete sie ihre sportliche Laufbahn.

## Berufliches und Ehrungen
Seit der Beendigung ihrer eigenen sportlichen Laufbahn über Sara Carrigan zahlreiche Funktionen im Radsport aus. So ist sie bei mehreren Vereinen als Trainerin tätig und schreibt Kolumnen. Sie ist unter anderem Mitglied des Olympic Council von Queensland sowie der Sport & Technical Committee für die Commonwealth Games 2018, die im australischen Gold Coast ausgetragen werden. Zudem nahm und nimmt sie zahlreiche Ehrenämter wahr und wurde mit zahlreichen Ehrungen gewürdigt. 2005 erhielt sie die Medal of the Order of Australia (OAM). 2012 wurde sie sowohl in die Queensland Sport Hall of Fame wie in die Gold Coast Sporting Hall of Fame aufgenommen. 2015 wurde sie Mitglied der neu eingerichteten Cycling Australia Hall of Fame.

## Erfolge

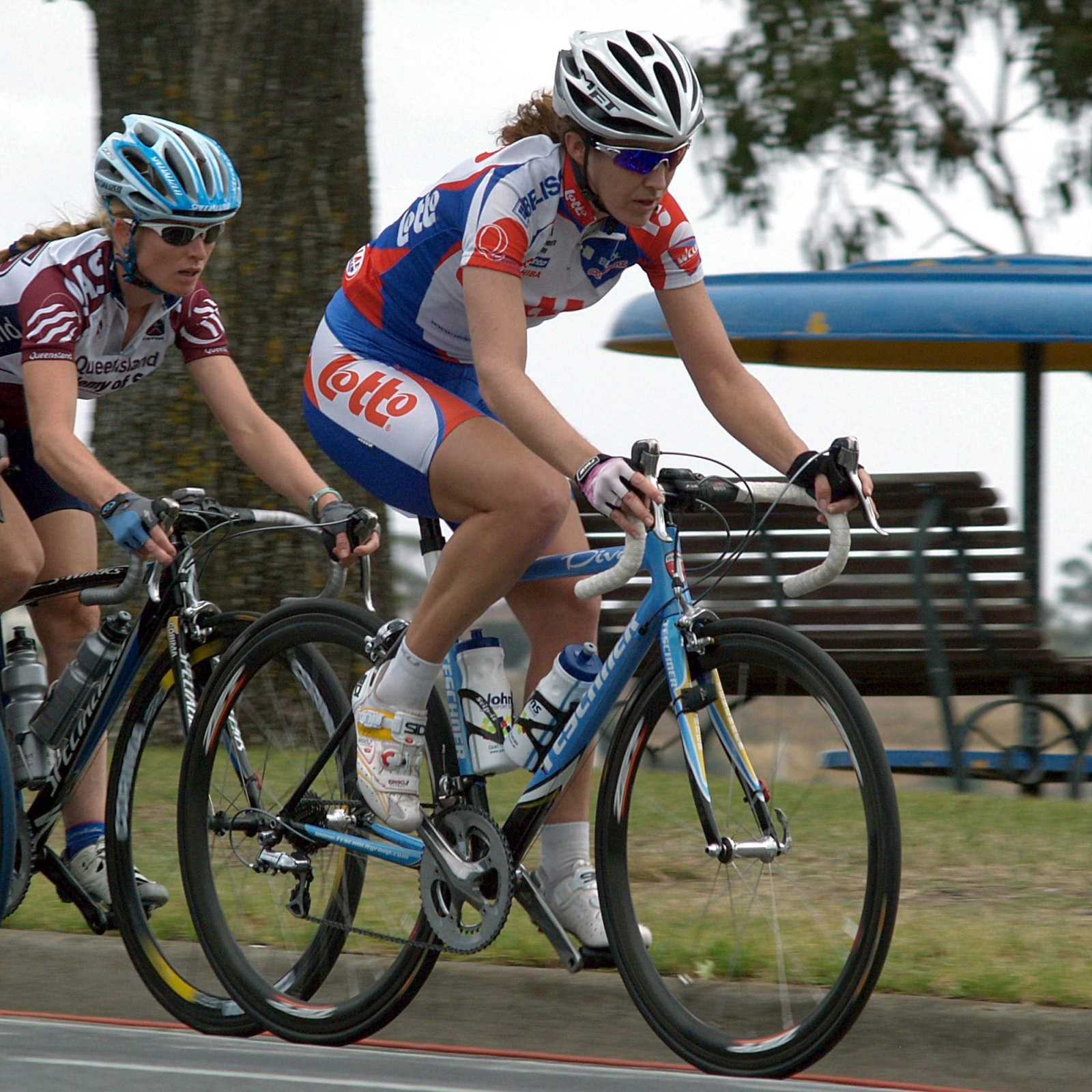
Carrigan beim Weltcup-Rennen in Geelong (2007)

2002
- Australische Meisterin – Einzelzeitfahren

2003
- zwei Etappen Tour de l’Aude Cycliste Féminin
- Australische Meisterin – Einzelzeitfahren

2004
- Olympiasiegerin – Straßenrennen

2005
- Parel van de Veluwe

2006
- Commonwealth Games – Einzelzeitfahren
- eine Etappe Bay Cycling Classic

2007
- eine Etappe Neuseeland-Rundfahrt der Frauen

2008
- eine Etappe Bay Cycling Classic

## Teams
- 2003 Bik Powerplate
- 2005 Van Bemmelen-AA Dring
- 2007 Lotto-Belisol Ladiesteam
- 2008 Lotto-Belisol Ladiesteam